# Плануаз

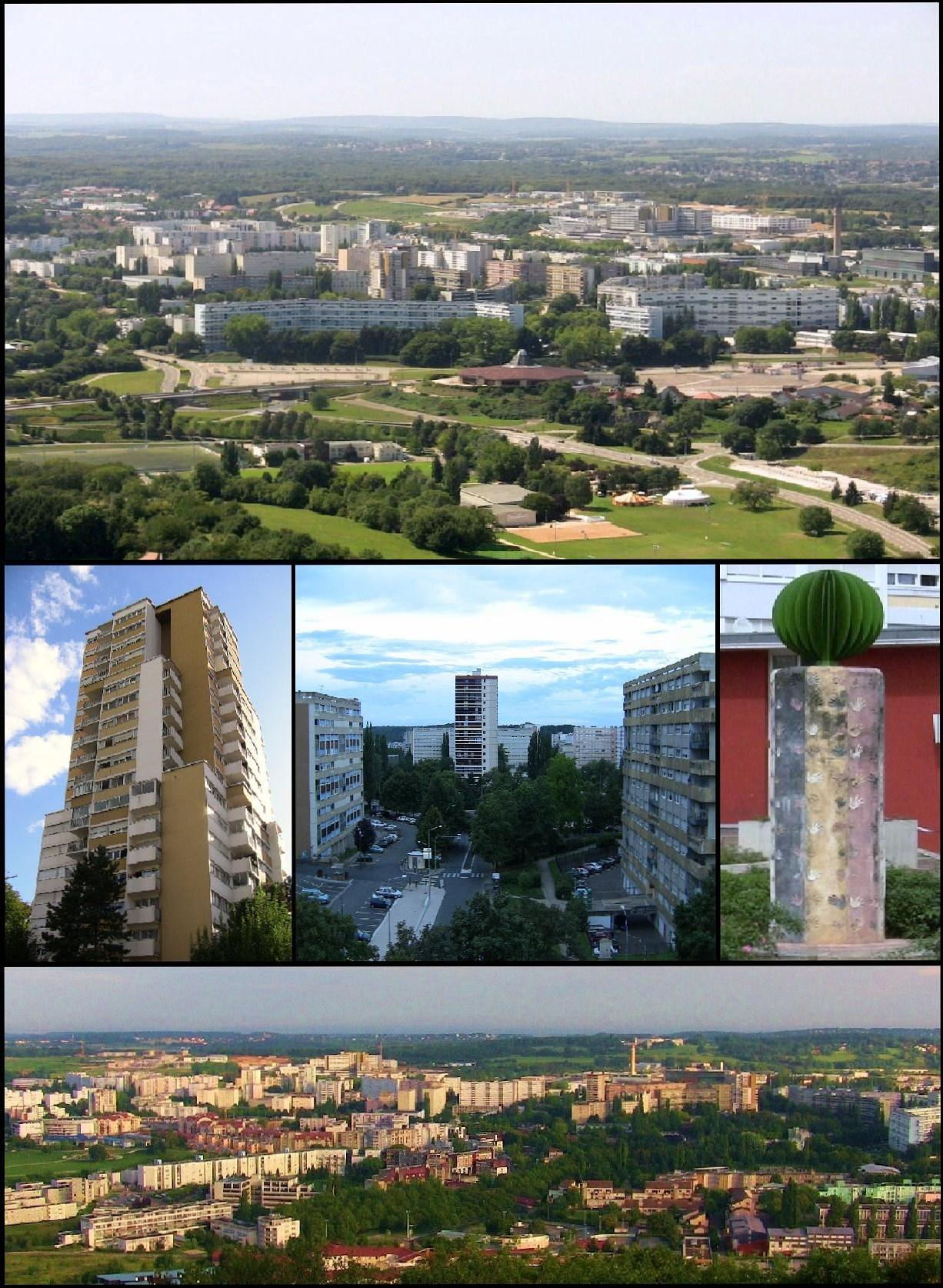
Фотомонтаж видов на район Плануаз

Плануаз (фр. Planoise) — крупнейший район французского города Безансон. Расположен на западе города и занимает примерно 2,5 км². На его территории живут более 21 тысячи человек, что составляет около 17 % населения Безансона. За счёт многоэтажных домов плотность населения в Плануазе достигает 8 700 человек на квадратный километр.

## История
Археологические раскопки на территории сегодняшнего Плануаза выявили останки первых жителей этой местности, которые пришли сюда более 3000 лет до нашей эры.
В начале XX века главной промышленностью в регионе вокруг Безансона было сельское хозяйство. После двух мировых войн, военные действия которых практически обошли сегодняшний Плануаз стороной, сильный прирост населения привёл к решению о строительстве нового жилого массива. Строительные работы длились с 1962 по 1985 год, но первые жильцы основались в Плануазе уже в 1968 году. В течение 1970-х годов в районе появилось множество магазинов, церковь и школа. В 1977 году население Плануаза составляло 12 тысяч человек.
Начиная со второй половины 1980-х годов в районе стали нарастать типичные для французских новостроек того времени экономические и социальные проблемы. Около 40 % населения в возрасте от 18 до 25 лет являлись безработными.
Во время массовых беспорядков 2005 года во Франции Плануаз стал одним из центров событий. Было подожжено одно из зданий под названием «Форум», при пожаре в котором погиб Сала Гахам. В 2007 году было совершено вооружённое нападение малолетними на водителя автобуса, которое привело к забастовке водителей. Два года спустя 14-летний юноша напал на полицейского, прибывшего по вызову, что привело к массовой драке между жителями района и стражами порядка.

## География
Плануаз находится на западе Безансона и расположен между двумя холмами — Плануаз (490 м) и Розмон (466 м). По площади района протекает приток Соны Ду, за пределами города начинаются леса.
Сам район в свою очередь делится на семь так называемых секторов:
- Île-de-France
В этом микрорайоне, построенном в 1967 году, проживают около 7 тысяч человек. Он считается самым центральным в Плануазе, но и самым проблематичным с точки зрения безработицы и криминала
- Époisses
В этой части города проводились раскопки, в результате которых было определено, что тут жили люди уже 5 тысяч лет назад
- Cassin
Назван в честь юриста и политика Рене Кассена
- Hauts-de-Chazal
Строится с 2002 года. В этом районе находится местная больница
- Châteaufarine
Коммерческий центр Плануаза, в котором находятся два крупных торговых центра и множество магазинов
- Malcombe
- Micropolis